# 115. pr. Kr.
◄ | 3. stoljeće pr. Kr. | 2. stoljeće pr. Kr. | 1. stoljeće pr. Kr. | ►
◄ | 140-ih pr. Kr. | 130-ih pr. Kr. | 120-ih pr. Kr. | 110-ih pr. Kr. | 100-ih pr. Kr. | 90-ih pr. Kr. | 80-ih pr. Kr. | ►
◄◄ | ◄ | 118. pr. Kr. | 117. pr. Kr. | 116. pr. Kr. | 115 pr. Kr. | 114. pr. Kr. | 113. pr. Kr. | 112. pr. Kr. | ► | ►►
Astronomija
115. godina prije Krista bila je godina predjulijanskog rimskog kalendara. U to je vrijeme bila poznata kao Godina konzulata Scaurusa i Metela (ili, rjeđe, 639. godine Ab urbe condita). Oznaka 115. pr. Kr. Za ovu se godinu koristi od ranosrednjovjekovnog razdoblja, kada je kalendarsko doba Anno Domini postalo prevladavajuća metoda u Europi za imenovanje godina.

## Događaji
- Gaj Marije je pretor u Rimu: pobjeđuje keltska plemena u današnjoj Španjolskoj
- Marcus Aemilius Scaurus poražava karnijska keltska plemena sjeverne Italije, što dovodi do njihovog podvrgavanja rimskoj vlasti.
- Perzija sklapa trgovinski ugovor s Kinom.
- Sabejsko kraljevstvo se raspada

## Rođenja
Marko Licinije Kras, rimski general i konzul

## Smrti
Publije Mucije Scevola, Rimski konzul i odvjetnik
Kvint Cecilije Metellus Makedonicus, rimski konzul